# Контактна лінза

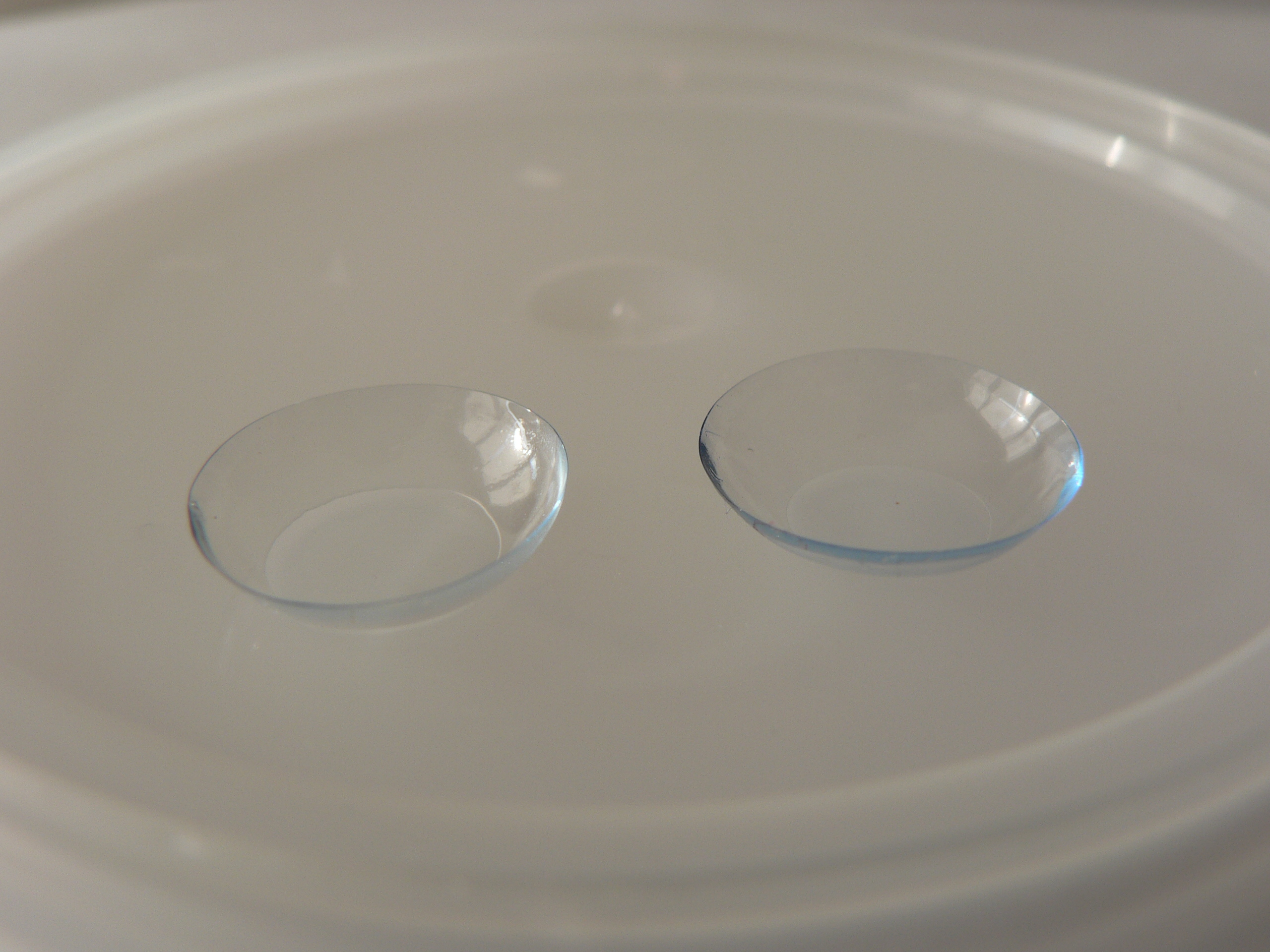
Контактні лінзи

Конта́ктні лі́нзи — невеликі лінзи, виготовлені з прозорих матеріалів, які надягаються безпосередньо на очі для корекції зору чи як прикраси. Внутрішня поверхня лінз перебуває в тісному контакті з рогівкою, повторюючи її форму, звідки й назва. Зовнішня поверхня може бути випукліша, завдяки чому підвищується гострота зору. Косметичні лінзи не впливають на зір, але дозволяють надати райдужці чи й усьому видимому оку іншого кольору.
Контактні лінзи, на думку фахівців, носять близько 125 мільйонів людей у світі. Метод корекції зору за допомогою контактних лінз називається контактною корекцією зору. Майже 50 % тих, хто носить контактні лінзи, — це молоді люди у віці від 12 до 25 років. А серед тих, хто одягає контактні лінзи вперше, частка молодих людей віком до 35 років майже 90 %.

## Історія

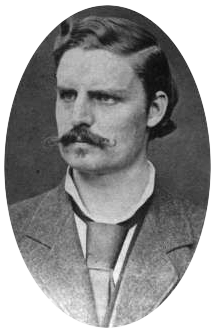
Адольф Фік, винахідник контактних лінз

Вперше ідею контактних лінз висловив Леонардо да Вінчі у «Кодексі про очі» 1508, де він фантазував про півкулі наповнені водою, які будуть коригувати зір. У 1636 році Декарт описував ідею про лінзи на очах, проте зауважував, що це неможливо, оскільки вони заважатимуть моргати. Томас Юнг сконструював пару лінз, базуючись на ідеї Декарта, хоча носити їх було неможливо.
Перші контактні лінзи в сучасному розумінні були розроблені Адольфом Фіком зі скла. Прототипи були протестовані спочатку на кролях, потім на авторі, а згодом на групі волонтерів, і результати опубліковані у статті «Contactbrille», у журналі «Archiv für Augenheilkunde» в 1888 році. Виготовлення й застосування у медичній практиці першої лінзи здійснив 1889 року німецький офтальмолог і винахідник Август Мюллер. Він захистив докторську дисертацію на тему «Окуляри й роговичні лінзи».
До 1960-х років контактні лінзи виготовляли тільки з органічного скла (PMMA). Жорсткі PMMA лінзи були некомфортними в застосуванні, викликали відчуття чужорідного тіла в оці й не пропускали до рогівки ока достатньої кількості кисню для її нормального функціонування.
У 1960 році чеський вчений Отто Віхтерле винайшов спосіб виготовлення м'яких контактних лінз із гідрофільного полімеру (НЕМА). Цей полімер мав здатність поглинати воду (38 %) й після насичення водою ставав дуже м'яким та еластичним. Лінзи з гідрофільних полімерів назвали гідрогелевими контактними лінзами. Наприкінці десятиліття (1960-ті) компанія Bausch & Lomb почала новий проєкт, викупивши права на виробництво й продаж м'яких контактних лінз із нового гідрофільного матеріалу. Відтак, у 1971 році саме ця компанія стала першою, яка отримала дозвіл FDA на продаж м'яких контактних лінз.
У 1998 році компанія Ciba Vision (Alcon) випустила на ринку Мексики перші силікон-гідрогелеві контактні лінзи Focus Night&Day. Цей новий вид матеріалу забезпечив контактним лінзам здатність пропускати до рогівки ока більше кисню.
2012 року компанія Алкон виготовила перші лінзи з водоградієнтного матеріалу Dailies Total1. Всередині лінзи силікон-гідрогелева основа з низьким вмістом води, поверхня лінзи складається з гелю високого вологовмісту.

## Класифікація контактних лінз

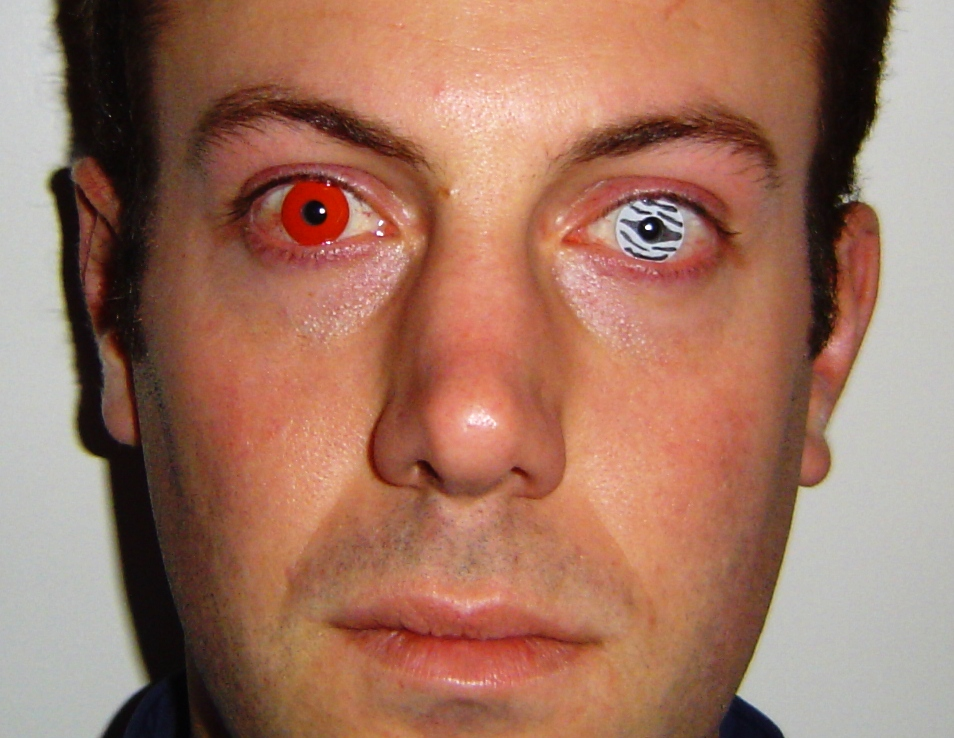
Чоловік з контактними лінзами, що змінюють колір очей

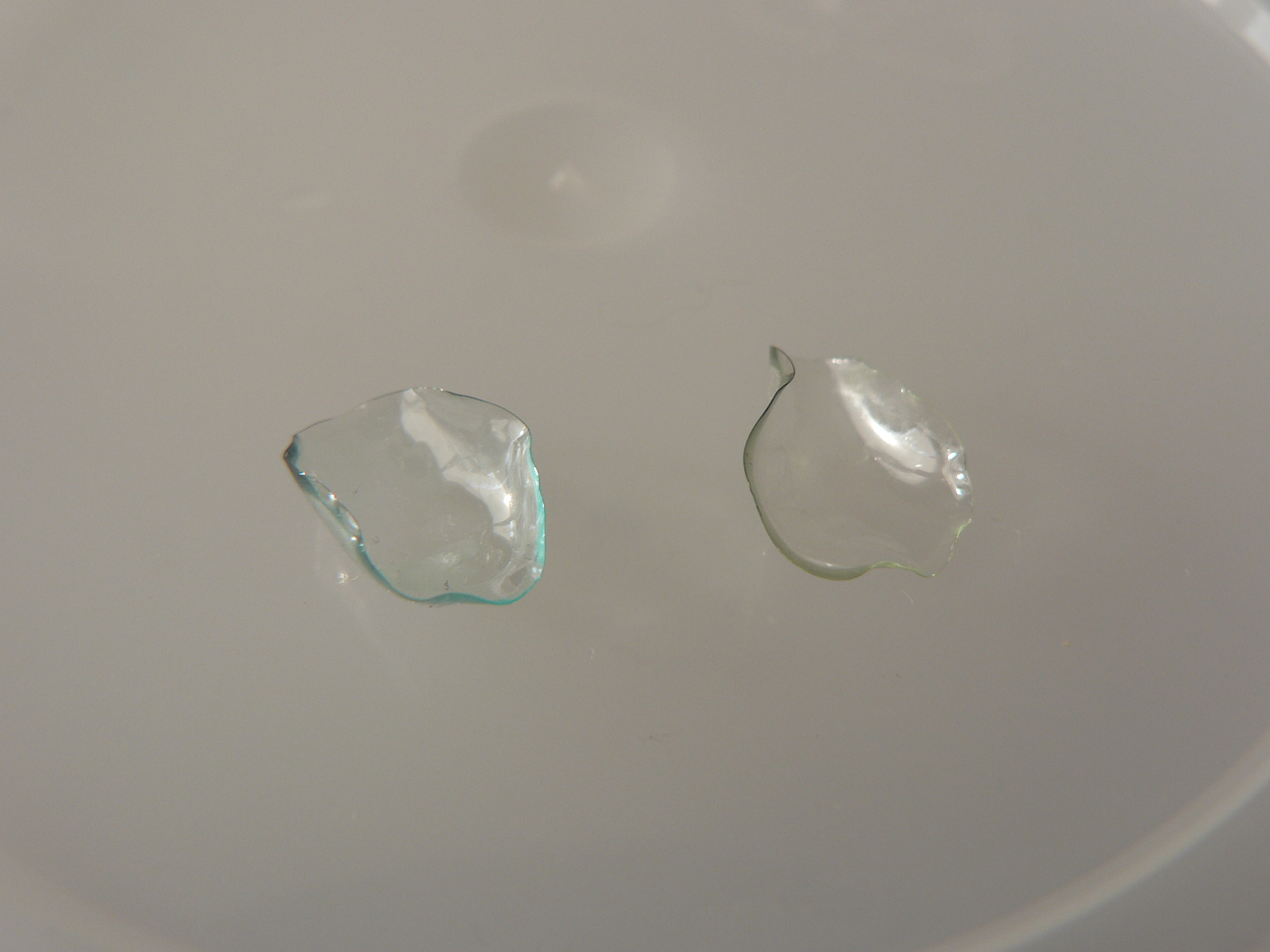
Висохлі м'які контактні лінзи

Існують різні класифікації контактних лінз: за матеріалом, з якого вони виготовлені, за частотою заміни (терміну, після якого лінзи замінюються на нові), режиму носіння (денний, гнучкий, пролонгований, безперервний), дизайну (сферичні, торичні, мультифокальні), ступенем прозорості (прозорі, кольорові, декоративні) та способом носіння.
В цілому, контактні лінзи поділяють на дві великі групи:
- М'які контактні лінзи
- Жорсткі контактні лінзи.

М'які контактні лінзи носять близько 90 % користувачів у світі. М'які контактні лінзи, своєю чергою, поділяються на 2 класи: гідрогелеві лінзи та силікон-гідрогелеві лінзи.
Жорсткі контактні лінзи застосовуються, в основному, для корекції зору в складних випадках (наприклад, при високих ступенях астигматизму, при кератоконусі) і в ортокератологіі. Жорсткі лінзи дозволяють досягти збільшення гостроти зору завдяки тому, що вони зберігають свою форму. Такі лінзи виготовляють з полімерів, що забезпечують високий ступінь пропускання кисню до рогівки ока, тому їх називають жорсткими газопроникними контактними лінзами.

### Функції
- Сферичні контактні лінзи застосовуються для корекції міопії та далекозорості.
- Торичні контактні лінзи застосовуються для корекції міопії та гіперметропії при наявності астигматизму.
- Мультифокальні контактні лінзи застосовуються для корекції пресбіопії.

Радіус кривизни (BC, BCR) разом з діаметром контактної лінзи (D, OAD) впливають на те, як «сидить» лінза в оці. Зазвичай лінзи випускаються одного або двох значень радіусів кривизни. Погана посадка контактної лінзи через невідповідність радіуса кривизни лінзи формі рогівки може стати причиною відмови від носіння контактних лінз.
Основні оптичні параметри контактної лінзи: сила сфери (в діоптріях, зі знаком «+» або «−»), сила циліндра (в діоптріях) та положення осі циліндра (в градусах). Останні два параметри вказують для торичних контактних лінз, що застосовують для корекції астигматизму.

### Матеріал
Матеріал контактної лінзи значною мірою визначає її властивості. До головних характеристик матеріалу відносяться вміст води та киснева проникність.
Залежно від вмісту води в матеріалі лінзи вони поділяються на:
- лінзи з низьким вмістом води (<50 %),
- лінзи з середнім вмістом води (близько 50 %),
- лінзи з високим вмістом води (>50 %).

Що більший вміст води у гідрогелевих контактних лінзах, то більше вони пропускають кисню до рогівки ока, що позитивно позначається на здоров'ї очей. Проте зі збільшенням вмісту води гідрогелеві лінзи стають занадто м'якими, і ними важко користуватись. Тому максимальний вміст води в гідрогелевих лінзах не перевищує 70 %. Для силікон-гідрогелевих лінз пропускання кисню не пов'язане з вмістом води.
Здатність контактної лінзи пропускати кисень характеризується спеціальним коефіцієнтом Dk/t (Dk — киснева проникність матеріалу лінзи, а t-товщина лінзи в центрі). Для гідрогелевих лінз Dk/t зазвичай лежить в діапазоні 20—30 одиниць. Цього достатньо для денного носіння. Для того, щоб лінзи можна було залишати на очах на ніч, потрібні набагато більші значення. Силікон-гідрогелеві контактні лінзи мають Dk/t близько 70—170 одиниць.

### Режим носіння
Режим носіння — рекомендований виробником контактних лінз максимальний період часу, протягом якого лінзи можна носити, не знімаючи.
- денний (лінзи надягають вранці та знімають перед сном),
- пролонгований (лінзи надягають на 7 днів та не знімають на ніч),
- гнучкий (лінзи носяться 1—2 дні не знімаючи),
- безперервний (можливо безперервне носіння лінз протягом до 30 днів, не знімаючи їх на ніч; режим дозволений тільки для деяких силікон-гідрогелевих лінз, для його застосування потрібна консультація лікаря-офтальмолога).

Частота заміни — рекомендований виробником контактних лінз максимальний період часу їх використання, після якого лінзи повинні бути замінені на нові.
- 1 день (одноденні контактні лінзи),
- 1—2 тижні,
- 1 місяць (лінзи щомісячної заміни),
- 3 або 6 місяців,
- 1 рік (традиційні лінзи).

Лінзи тривалого терміну носіння без заміни (6—12 місяців) упаковані у флакони. Лінзи частішої заміни упаковані в блістери.